# كيسي كيني
كيسي جيمس كيني (بالإنجليزية: Casey James Kenney ؛ مواليد 20 مارس 1991) هو مُقاتل فنون قتالية مختلطة أمريكي.

## وصلات خارجية
- كيسي كيني على موقع يو إف سي (الإنجليزية)
- كيسي كيني على موقع شيردوغ (الإنجليزية)